# نعناع دغلي إصبعي
نعناع دغلي إصبعي (الاسم العلمي: Hyptis digitata) هو نوع من النباتات يتبع جنس النعناع الدغلي من الفصيلة الشفوية.